# Rue Sursock
La rue Sursock est une voie historique de Beyrouth au Liban.

## Situation et accès
Elle est située dans le quartier d'Achrafieh. 
La rue accueille surtout des familles chrétiennes aisées. 

## Origine du nom
Elle doit son nom à une famille éminente beyrouthine. 

## Historique
Elle est bordée de demeures historiques datant pour certaines du XVIIIe siècle et du XIXe siècle et bâties par des familles aristocratiques, dont la famille Sursock, ou la famille Boustros. La rue était fermée par un grand portail à dix heures du soir jusqu'en 1945.
Il y avait une trentaine de demeures de ce genre rue Sursock, mais un certain nombre a été remplacé par des immeubles d'habitation modernes.
Elle a subi de graves dommages à cause des explosions du 4 août 2020.

## Bâtiments remarquables et lieux de mémoire
Le palais Boustros, construit entre 1850 et 1860 pour Moussa Sursock, est l'une des maisons parmi les plus imposantes de cette rue. Il abrite aujourd'hui le ministère des Affaires étrangères. 
On trouve aussi rue Sursock le célèbre musée Sursock, construit en 1912 et légué à la ville de Beyrouth en 1961, ainsi que le palais Sursock. 